# Lindworm

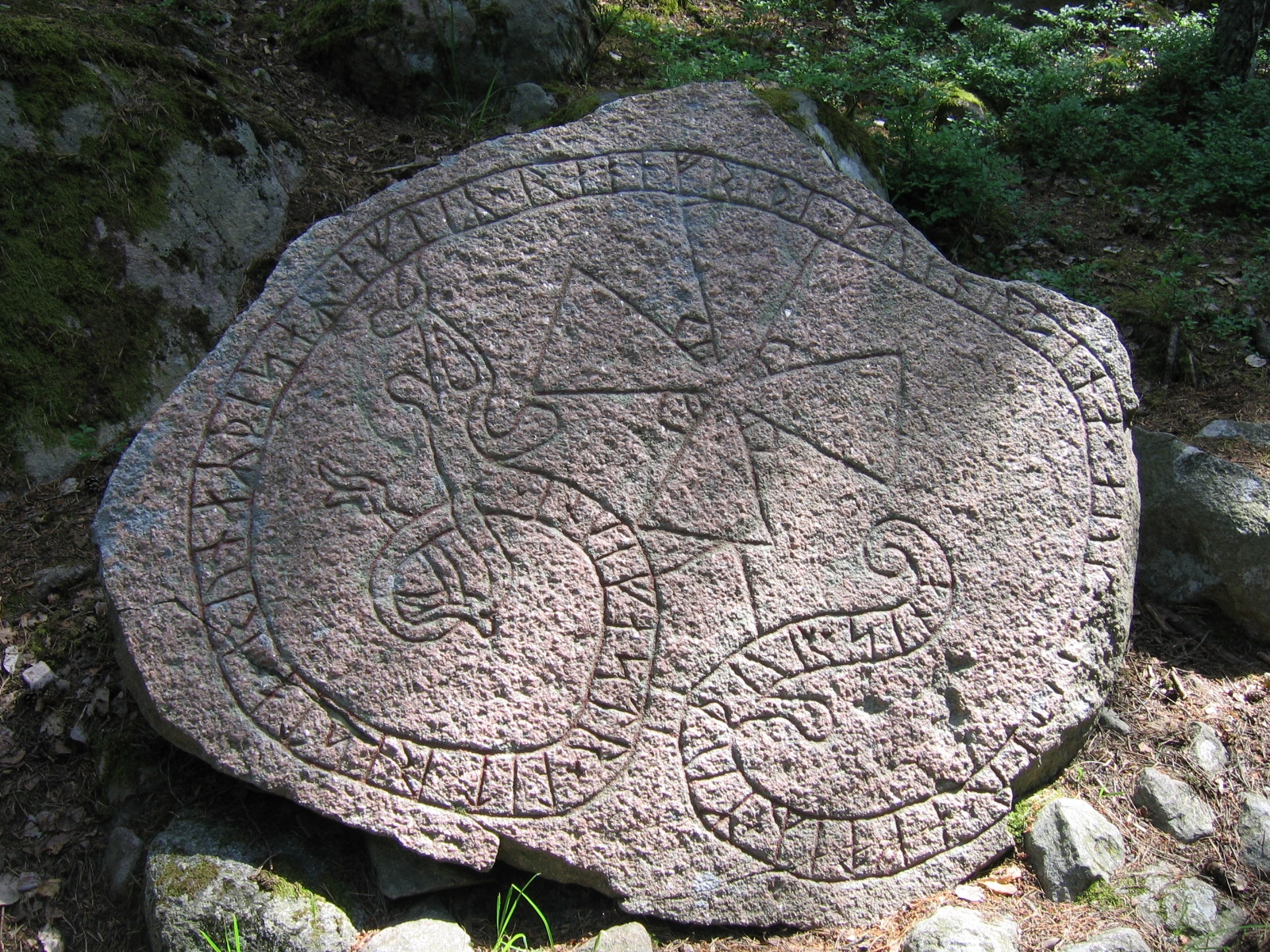
Lindorm serpentiforme a due zampe sulla pietra runica U148, nel Götaland.

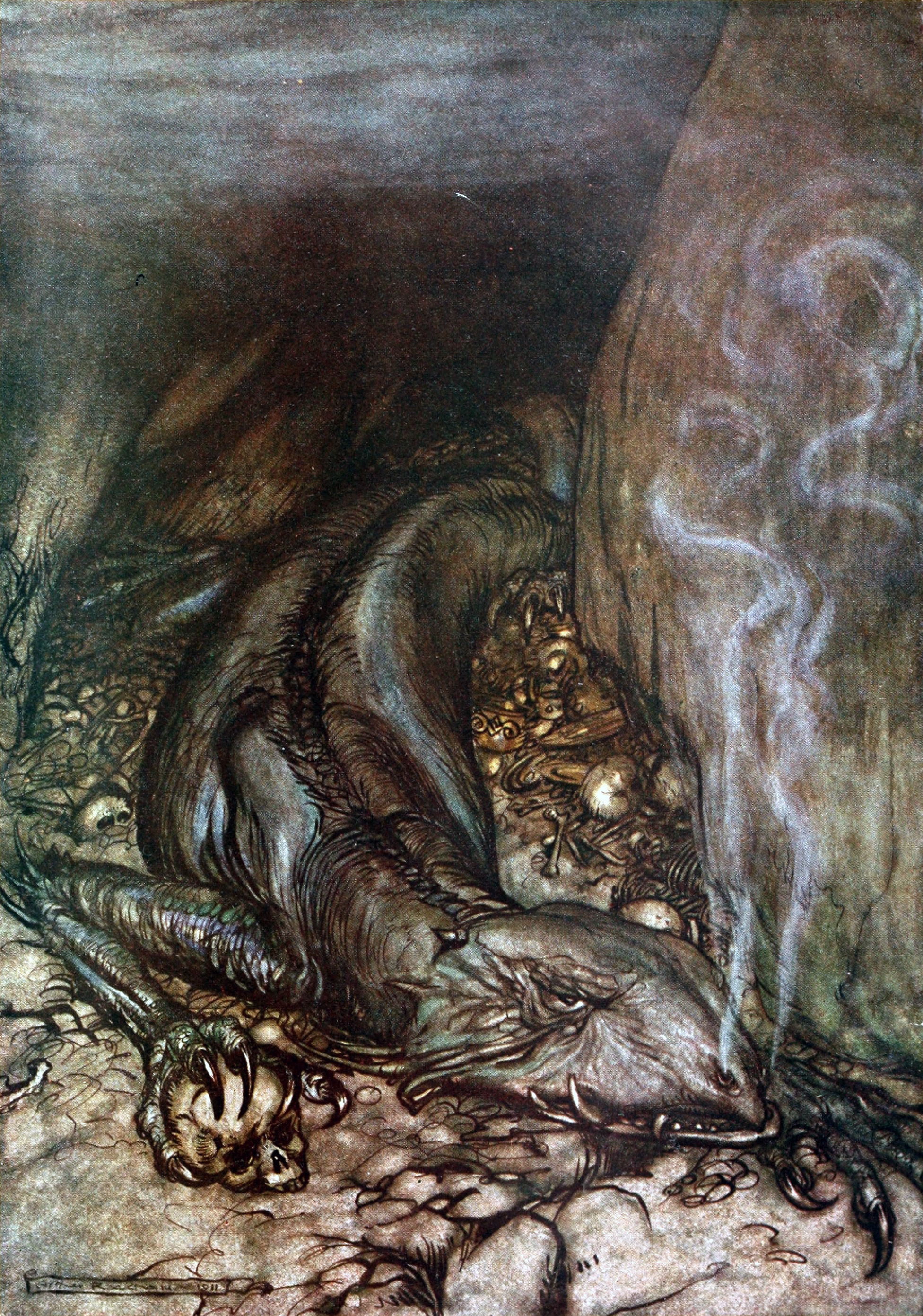
Fafner a guardia del tesoro, illustrazione di Arthur Rackham per l'opera Sigfrido di Richard Wagner.

Stemma di Wurmannsquick, Baviera.

Il lindworm, forma anglicizzata del proto-norreno linnormr (linn, coniugazione di "costrittore" e "ormr", "serpente"), detto anche lindorm o linnorm nelle lingue scandinave e lindwurm in Germania, è una creatura leggendaria simile ad un drago serpentiforme, appartenente alla mitologia nordeuropea. 
Si crede che simboleggiassero la guerra, le pestilenze e simili sciagure. Normalmente sono rappresentati senza ali e dotati di due zampe, sebbene i loro attributi non fossero ben definiti neanche all'interno dello stesso contesto culturale e mitologico.

## Miti principali

### Mitologia norrena

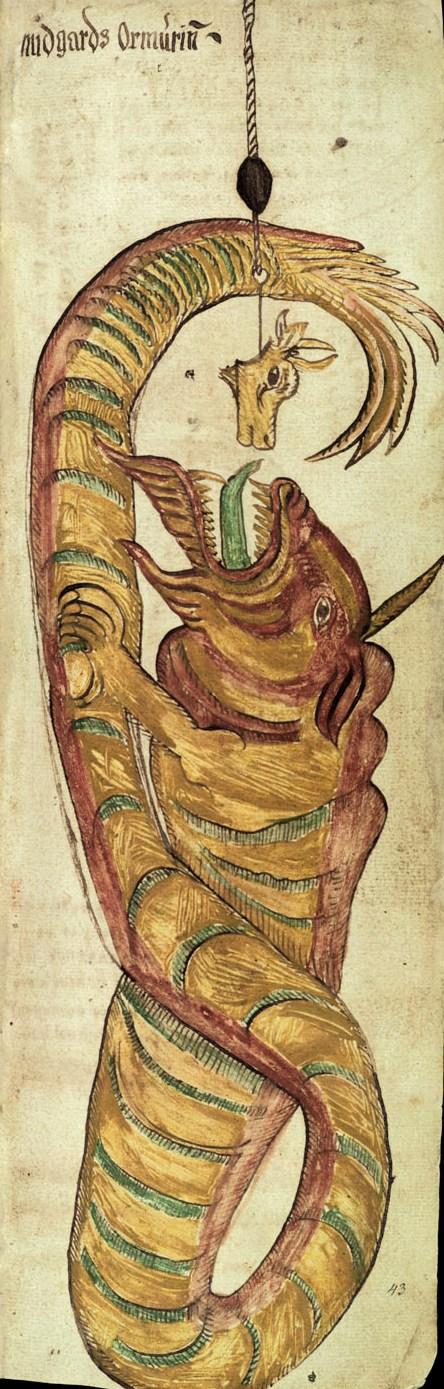
In un manoscritto islandese del XVII secolo, il Miðgarðsormr abbocca alla testa di toro usata da Thor come esca. Rappresentato con due zampe, gli attributi non sono comunque ben definiti dal mito (cfr. pietra runica di Altuna)

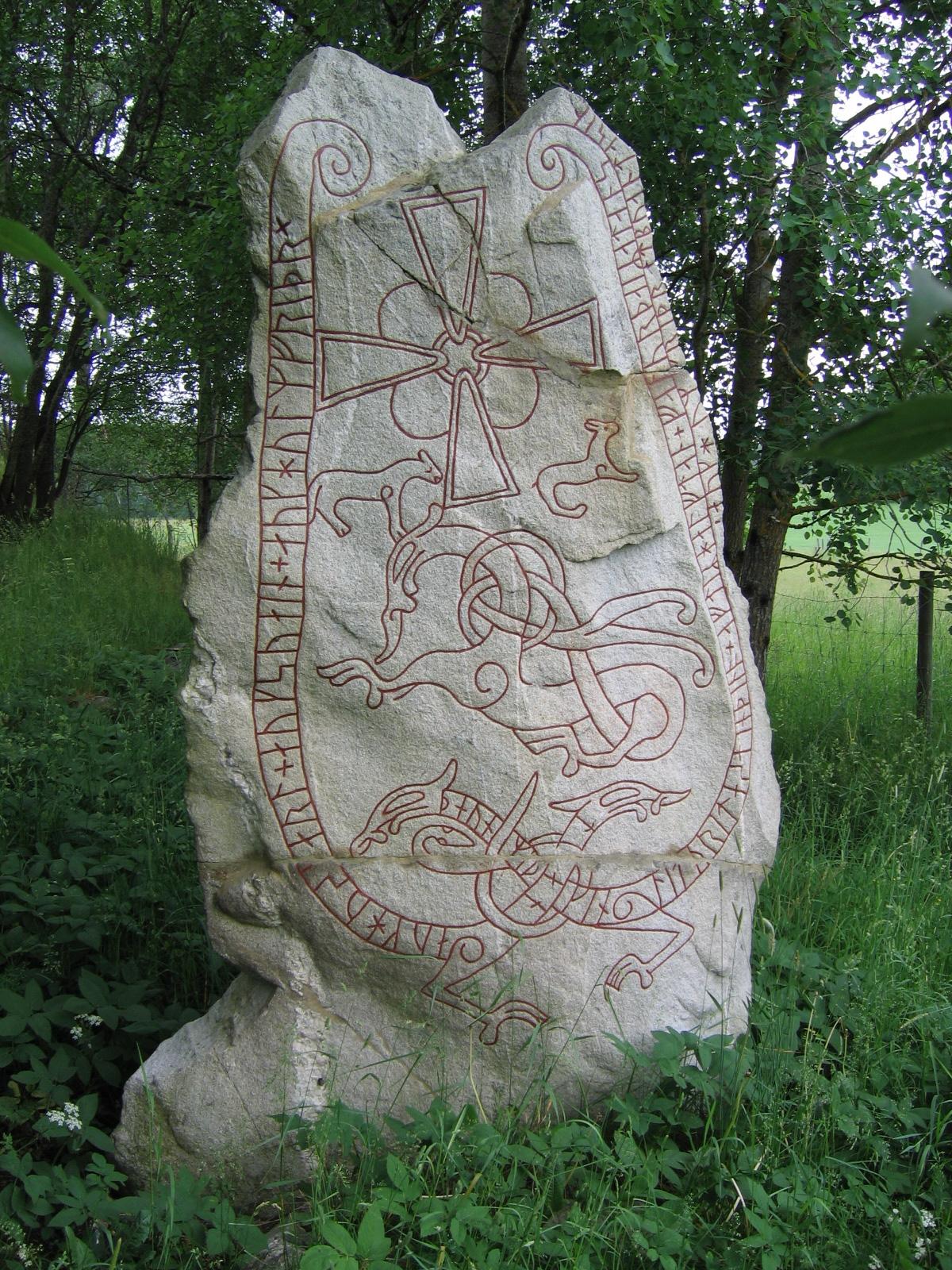
Pietra runica U240, nell'Uppland, con al centro un lindorm a quattro zampe, circondato da due lindorm più serpentiformi a due zampe.

Nella mitologia norrena appaiono diverse creature rappresentati alternativamente come enormi serpenti o come lindorm. Nel Grímnismál, Odino racconta di diversi lindorm che vivono tra le radici dello Yggdrasil, tra cui Níðhöggr, la malefica creatura che nell'aldilà tormenta i cadaveri dei morti e se ne nutre. Il Miðgarðsormr, il mostro marino che al Ragnarǫk (la fine del mondo) verrà ucciso dal dio del tuono Thor (che a sua volta morirà per via del suo veleno), appare in alcune raffigurazioni con due zampe anteriori.
Le Gesta Danorum, del XII secolo, narrano di Herrauðr, re degli sueoni, che regalò due serpenti alla figlia Þóra. Le serpi crebbero diventando dei lindorm e iniziarono a devastare le campagne. Il re promise che chiunque fosse riuscito a uccidere le due bestie avrebbe avuto in sposa sua figlia. Il re scandinavo Ragnarr Loðbrók che voleva sposare la principessa partì. Armato di una lancia, uno scudo e coperto di vestiti di ispida lana trattata con catrame e sabbia, riuscì a uccidere i due lindworm e a sposare la principessa. La Saga dei Völsungar, del tardo XIII secolo e che riprende eventi storici del V secolo-VI secolo, narra del nano Fáfnir, trasformatosi in drago-serpente per via della sua avidità, ucciso poi da Sigfrido.

### Altre mitologie
Il poema epico Beowulf, dell'VIII secolo, sebbene scritto in sassone-anglosassone, è ambientato su terra scandinava (perlopiù in Danimarca e nel Götaland), in un contesto che riunisce elementi cristiani con la mitologia norrena. In esso appare una figura di drago la quale ha influenzato profondamente i miti successivi. A sua volta in esso confluiva il mito di san Giorgio e il drago e il nordico lindorm. Primo esempio assoluto di creatura volante sputafuoco nella letteratura nordica, esso viene menzionato 18 volte col termine wyrm ('"serpente", "verme") e 11 volte come draca ("drago"), sottolineandone la forma serpentina, oltre ad enfatizzare l'accezione negativa.
Il poema epico germanico Nibelungenlied, della prima metà XIII secolo ma con elementi del V-VI secolo trasmessi tramite la tradizione orale, narra una storia simile alla Saga dei Völsungar, nella quale però l'uccisione del lindorm avvenne quasi in modo accidentale in seguito alla contesa del tesoro tra Sigfrido e i suoi fratelli.

## Creature simili
Creature dalle descrizioni simili sono abbastanza diffuse in svariate tradizioni e in diversi periodi storici:
- nel folklore della civiltà nell'Oxus (ora Amu Darya) tra il 2500 e il 1700 a.C., vi era un drago-serpente in grado di prendere forma umana, noto anche come "lo sfregiato", per come fu sottomesso, da una divinità battriana benefica, tramite un taglio nella guancia destra;
- creature con tratti affini a serpenti o mostri marini sono a volte presenti sia nella mitologia greca e poi romana (come ad esempio Pitone), che nei testi religiosi ebraici, con connotazioni fortemente negative;

- ne Il Milione, Marco Polo descrive una creatura simile abitante le steppe dell'Asia centrale[6], sebbene alcuni autori abbiano avanzato l'ipotesi che stesse descrivendo un grosso coccodrillo;
- il tatzelwurm, una creatura leggendaria dell'arco alpino, si distingue dal lindorm per le dimensioni più ridotte (sotto i m 1,5)[7];
- il drago asiatico condivide diverse caratteristiche esteriori col lindorm, ma si differenzia per la simbologia, che invece è benigna;
- nella mitologia di molte culture native americane è presente l'Unktehila, o Uktena, il serpente cornuto[8];
- il lindorm, se rappresentato con le ali, è difficilmente distinguibile dalla Viverna.

## Influenze culturali
- Fáfnir, il lindorm a guardia del tesoro descritto nella Saga dei Völsungar, verrà ripreso col nome Fafner nell'opera Sigfrido di Richard Wagner.
- Glaurung, il drago senza ali nel Il Silmarillion di J. R. R. Tolkien e in I figli di Húrin, sua opera postuma, ha una descrizione riconducibile a quella di un possente lindorm.
- Il re Lindworm è un racconto popolare danese, diffuso in tutto il mondo con varie varianti.
- Il Lindwurm appare in Final Fantasy XII con l'aspetto di un drago, incapace di volare
- Nel videogioco Kingdom Hearts II le lindworm sono delle lance brandite da Xaldin, membro dell'Organizzazione XIII.